# Popillia varicolor
Popillia varicolor är en skalbaggsart som beskrevs av Ohaus 1924. Popillia varicolor ingår i släktet Popillia och familjen Rutelidae. Inga underarter finns listade i Catalogue of Life.